# ذا فورست (لعبة فيديو)
ذا فورست (بالإنجليزية: The Forest)‏ ، هي لعبة فيديو من نوع الرعب، صدرت عام 2014م وتعمل بنظام ويندوز.

## وصلات خارجية
- الموقع الرسمي
- Official The Forest Wiki